# Stegana leucomelana
Stegana leucomelana är en tvåvingeart som först beskrevs av Walker 1859.  Stegana leucomelana ingår i släktet Stegana och familjen daggflugor. Inga underarter finns listade i Catalogue of Life.